# ZTE Arena
ZTE Arena là một sân vận động ở Zalaegerszeg, Hungary. Sân hiện được sử dụng chủ yếu cho các trận đấu bóng đá và là sân nhà của Zalaegerszegi TE. Sân vận động có sức chứa 11.200 người.

## Lịch sử
Sau một thời gian tu sửa, vào ngày 26 tháng 3 năm 2017, sân vận động đã được khánh thành. Gábor Végh, chủ sở hữu của Zalaegerszegi TE, cho biết sau 15 năm, việc cải tạo sân vận động đã hoàn tất. Khu nhà cho câu lạc bộ, cửa hàng của ZTE và khu vực VIP cũng được cải tạo hoàn toàn.

## Các trận đấu của đội tuyển quốc gia
| Hungary                       | 3–2     | Nhật Bản         |
| ----------------------------- | ------- | ---------------- |
| Kuttor 53 Juhász 67 Huszti 92 | Báo cáo | Keiji 75 Kubo 77 |

| Hungary | 0–1     | Slovenia |
| ------- | ------- | -------- |
|         | Báo cáo | Šišić 59 |

### Lượng khán giả trung bình (Giải bóng đá VĐQG Hungary)
- 2000-01: 8,124
- 2001-02: 9,000
- 2002-03: 4,719
- 2003-04: 4,031
- 2004-05: 4,667
- 2005-06: 3,033
- 2006-07: 4,033
- 2007-08: 3,133
- 2008-09: 3,809
- 2009-10: 3,929

## Hình ảnh

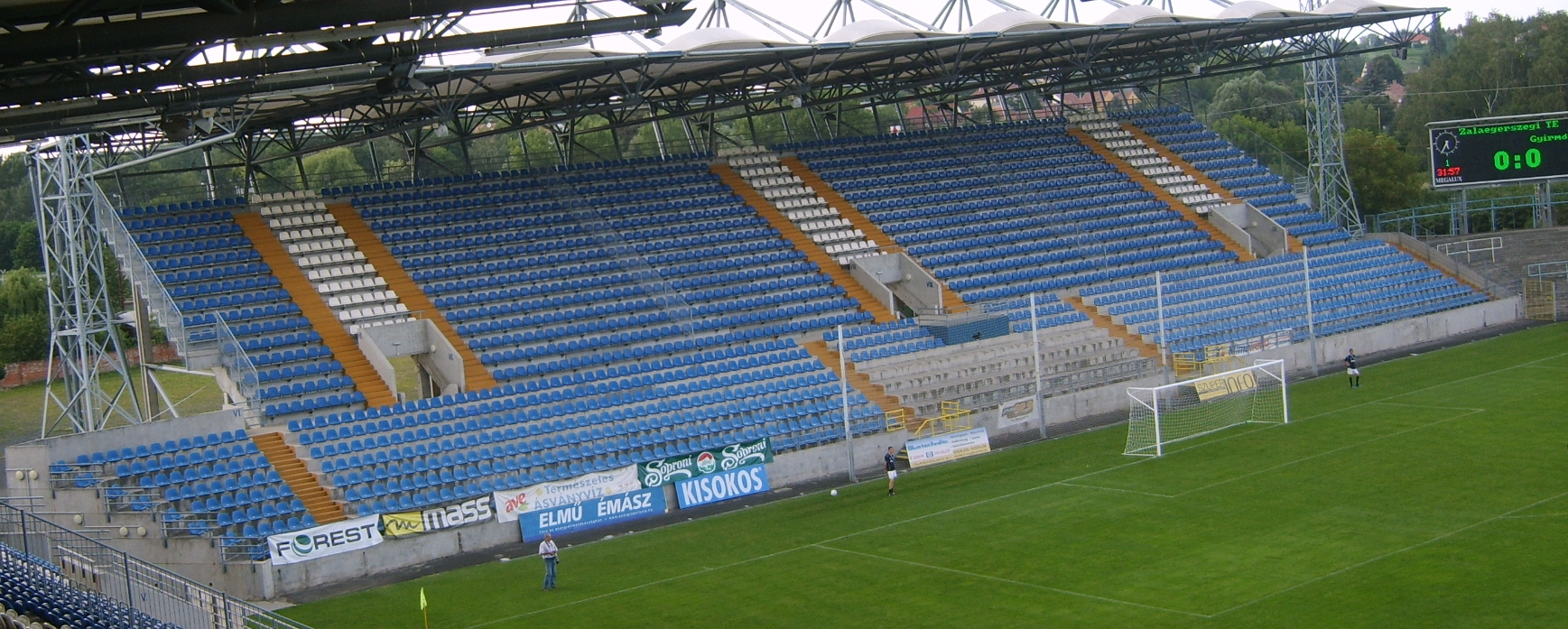
Khán đài phía tây
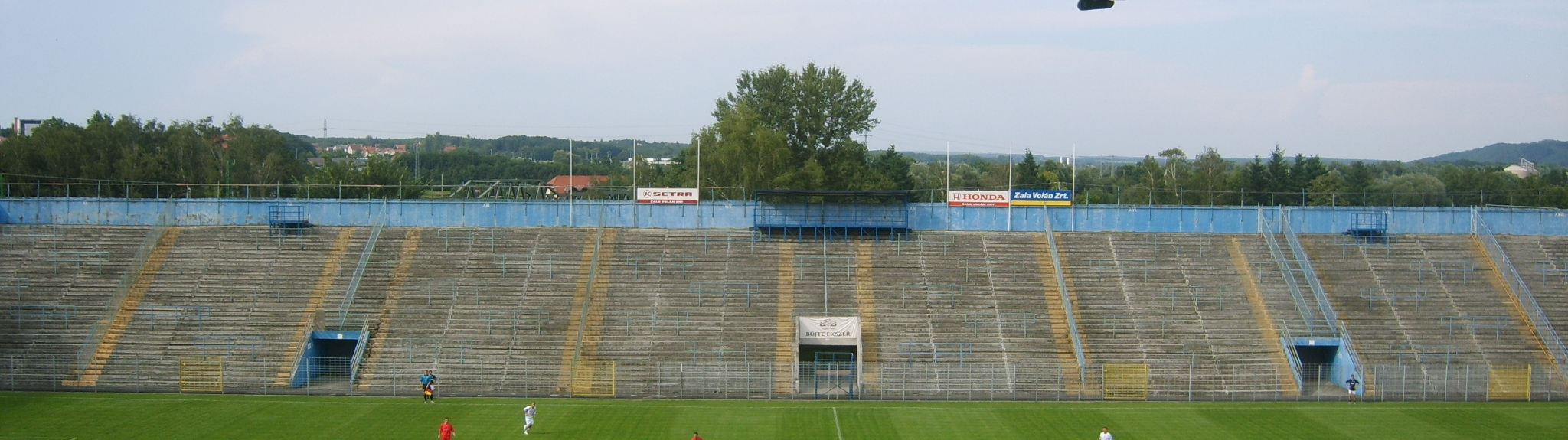
Khán đài phía bắc
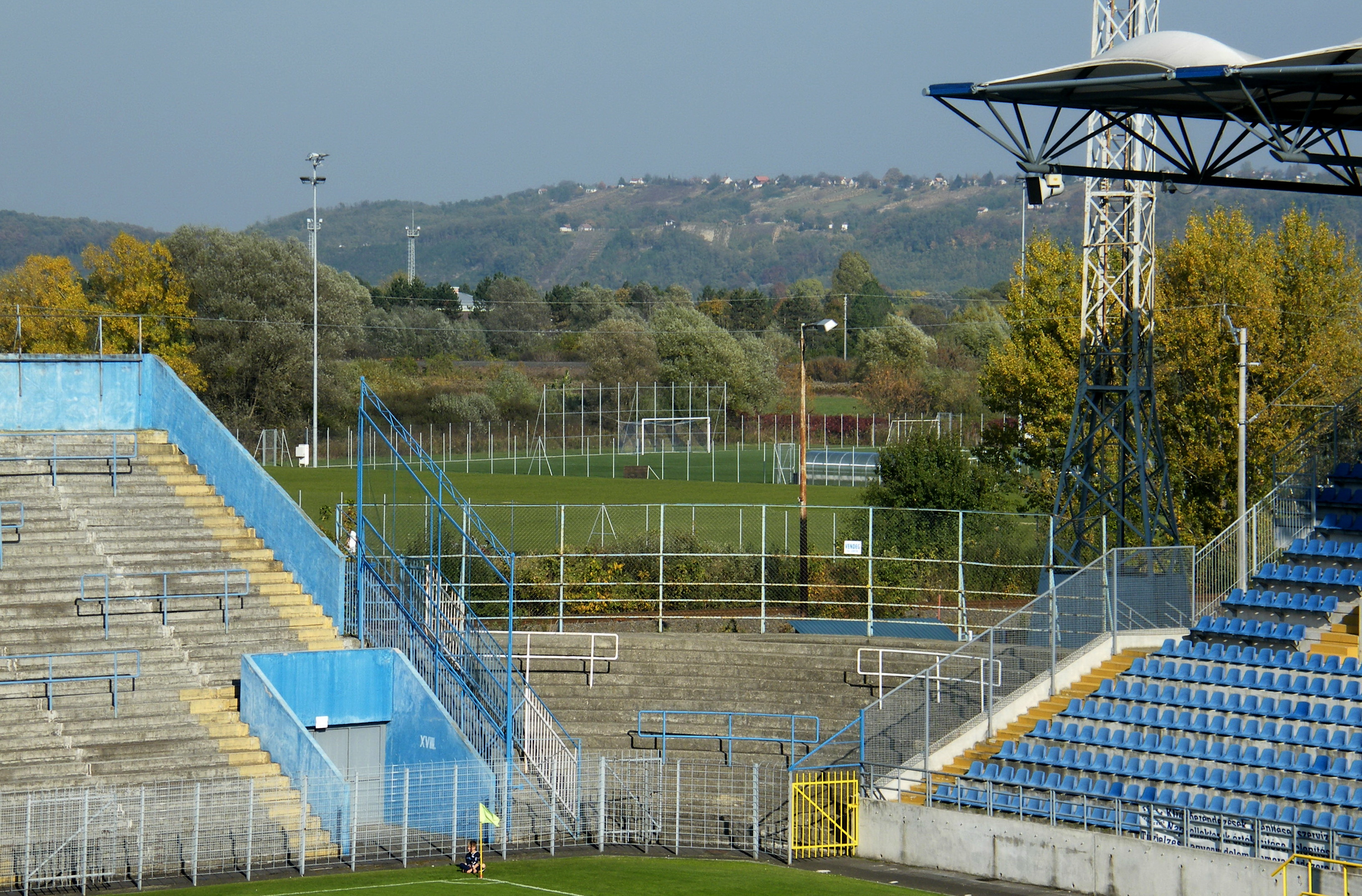
Khán đài đội khách
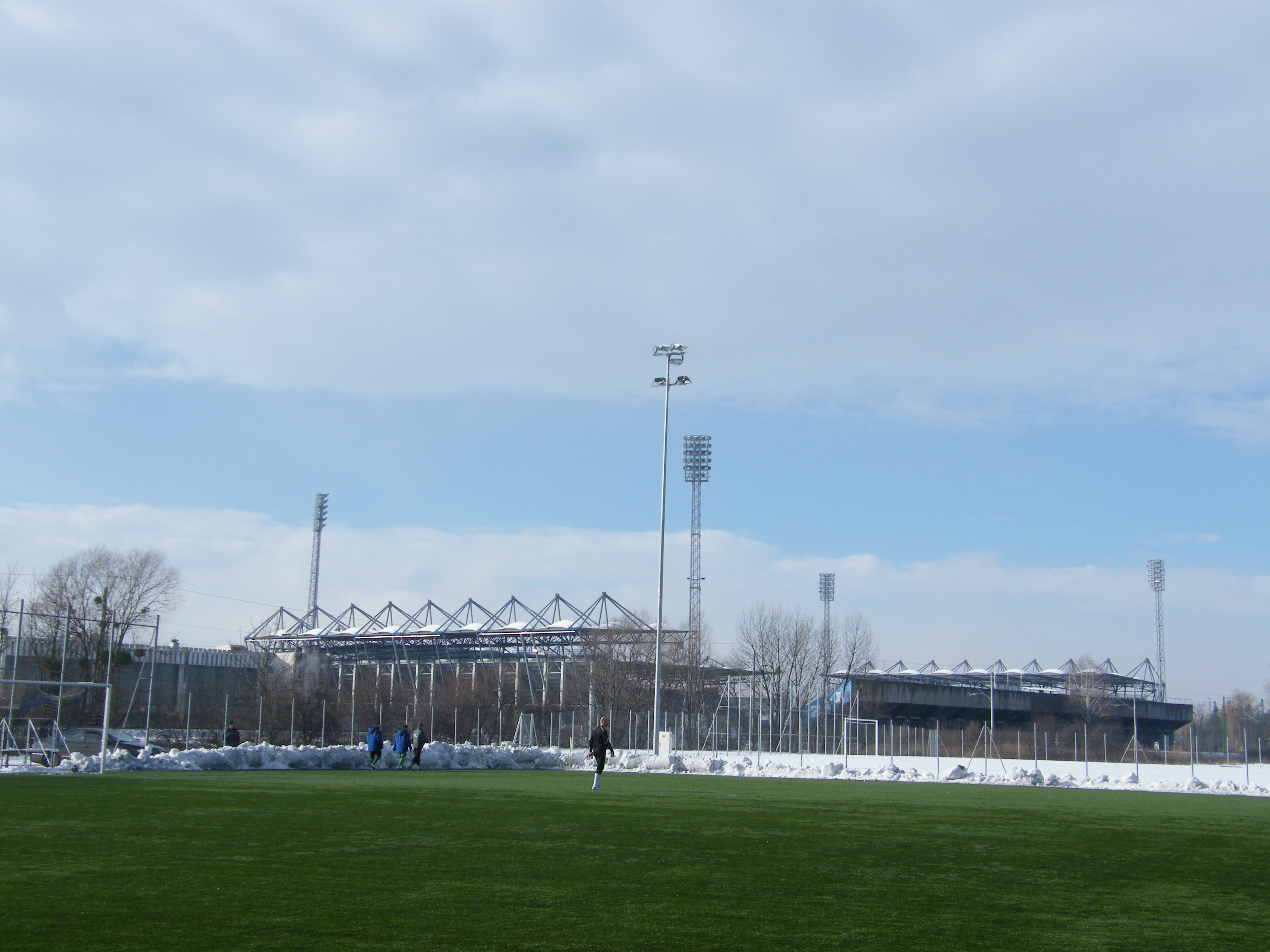
Nhìn từ sân tập
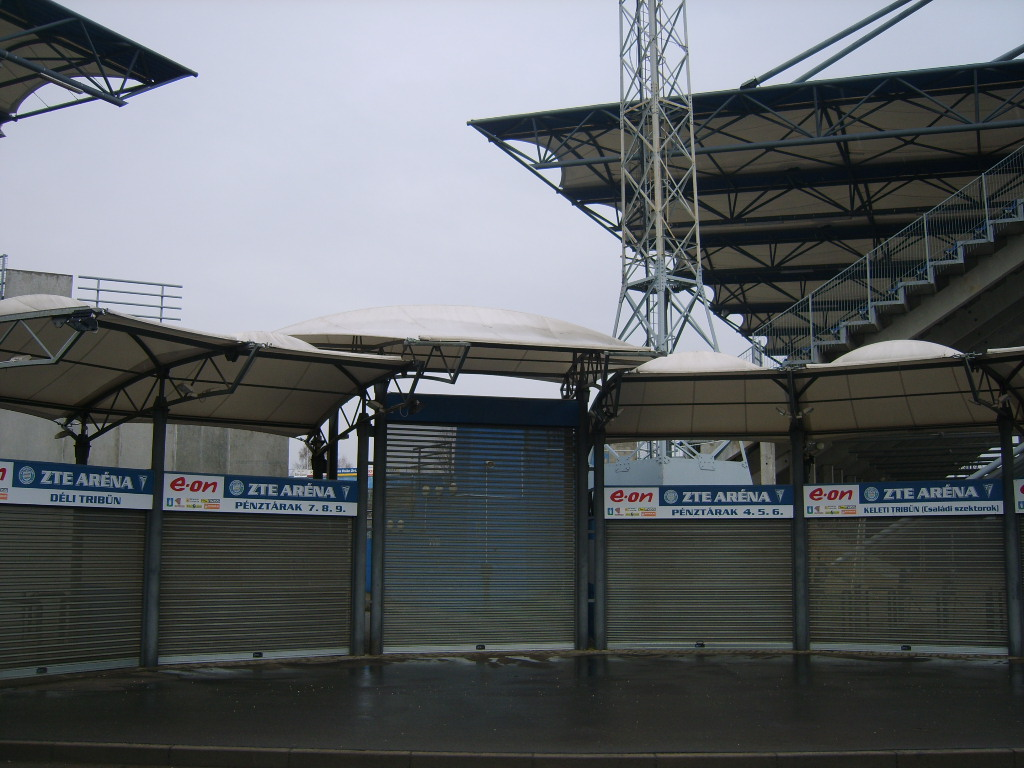
Arena Entry